# Еквадор на літніх Олімпійських іграх 2020
Еквадор на літніх Олімпійських іграх 2020 представляли сорок вісім спортсменів у п'ятнадцятьох видах спорту.

## Спортсмени
| Вид спорту           | Чоловіки | Жінки | Загалом |
| -------------------- | -------- | ----- | ------- |
| Стрільба з лука      | 0        | 1     | 1       |
| Легка атлетика       | 8        | 10    | 18      |
| Бокс                 | 2        | 2     | 4       |
| Велоспорт            | 3        | 1     | 4       |
| Кінний спорт         | 1        | 0     | 1       |
| Гольф                | 0        | 1     | 1       |
| Дзюдо                | 1        | 2     | 3       |
| Сучасне п'ятиборство | 0        | 1     | 1       |
| Стрільба             | 0        | 2     | 2       |
| Серфінг              | 0        | 1     | 1       |
| Плавання             | 2        | 2     | 4       |
| Настільний теніс     | 1        | 0     | 1       |
| Тріатлон             | 0        | 1     | 1       |
| Важка атлетика       | 0        | 4     | 4       |
| Боротьба             | 0        | 2     | 2       |
| Загалом              | 18       | 30    | 48      |